# Friedrich Heinrich Geffcken
Friedrich Heinrich Geffcken, né le 9 décembre 1830 à Hambourg, en Allemagne, et est mort le 1er mai 1896 à Munich, est un diplomate, un juriste et un homme politique allemand.

## Biographie
Fils d’un sénateur de Hambourg, Friedrich Heinrich Geffcken étudie le droit à Bonn, Göttingen et Berlin. Attaché à la légation hanséatique à Paris en 1854, il est ensuite nommé pendant dix ans, entre 1856 et 1866, chargé d’affaires puis ministre résident de villes libres et hanséatiques de Hambourg, Brême et Lübeck à Berlin. Enfin, Geffcken est nommé au même poste à Londres durant plusieurs années.
Devenu conseiller du Kronprinz Frédéric de Prusse, Geffcken rédige, après la guerre franco-prussienne (1870), la constitution fédérale de l’Empire allemand. 
Une fois la paix rétablie, il devient professeur d’histoire constitutionnelle à l’Université de Strasbourg (1872). Quelques années plus tard, en 1880, il est nommé membre du conseil d’État d’Alsace-Lorraine mais démissionne de cette fonction en 1882 et se retire à Munich.
Lors de l’accession de Frédéric III au trône d’Allemagne, Geffcken soutient la politique libérale du souverain contre le chancelier Otto von Bismarck. Mais, gravement malade, le Kaiser décède après seulement 99 jours de règne et l’homme de loi se retrouve bientôt confronté aux cercles conservateurs. En octobre 1888, Geffcken publie des extraits du journal intime du souverain datant de la guerre de 1870 dans le Deutsche Rundschau, ce qui lui vaut d’être jugé pour haute trahison par les nouvelles autorités. Cependant, Geffcken est finalement libéré après trois mois d’arrestation.
En 1860, il avait épousé Caroline Immermann (1840-1909), fille du poète Carl Leberecht Immermann. Le couple a eu 4 fils et 2 filles.
Il meurt accidentellement en 1896 du fait d’une fuite de gaz dans sa chambre.  

## Famille
En 1860, Geffcken épouse Caroline Immermann, la fille du poète Carl Leberecht Immermann. Le couple a quatre fils et deux filles, dont :
- Eva Maria Victoria mariée avec Felix von Eckardt (1866-1936), parents de Felix von Eckardt (de) (1903-1979), porte-parole sous Konrad Adenauer.
- Karl Heinrich Johannes (de) (né le 2 mai 1861 et mort le 11 juin 1935) marié en 1888 avec Antonie Schultz (1863-1903), philologue
- Otto Wilhelm Heinrich (né le 27 juin 1865 et mort le 5 février 1916), professeur de droit
- Walter (1872-1950), peintre